# Buzogányfa
A buzogányfa vagy elefántláb (Beaucarnea) a spárgavirágúak (Asparagales) rendjében a spárgafélék (Asparagaceae) családjának egy nemzetsége.

## Elterjedése, élőhelye
Az alig néhány fajból álló nemzetség eredeti élőhelye az USA délnyugati része és Mexikó.

## Megjelenése, felépítése
4–4,5 m magasra (egyes fajok akár 10 m-ig is) megnövő, elágazó törzse tetején több száz keskeny, hosszú levélből álló levélrózsa terül szét. Magyar nevét onnan kapta, hogy a törzs alja a víz tárolására látványosan megvastagodik. Az idősebb példányok kérge az elefánt bőréhez hasonlóan szürkésbarna, megvastagszik és berepedezik.
Kétlaki. Apró, krémszínű virágai tömegesen nyílnak. Apró, egyenként 2-3 magot tartalmazó termései éretten felnyílnak, és a magok a földre potyognak belőlük. A termés beérése után az agávéformáktól eltérően nem pusztul el.

## Életmódja, tartása
Szárazságtűrő, nem pozsgás növény. A fagyot −7 °C-ig, sőt, időnként még tovább is tűri. Szobanövényként rendszerint csak 30–40 cm magasra nő, miközben az egyes levélszálak hossza elérheti a 60 cm-t.
Rendszeresen öntözni csak tavasszal, növekedési időszakában kell. A vizet jól áteresztő, de sok szerves anyagot tartalmazó földet kedveli.
A Kárpát-medencében nyáron kiültethető, de ilyenkor az esőtől védeni kell. Magyarországon nem virágzik; itt csak sarjairól szaporítható, de nagyon ritkán sarjad.

## Fajok
A nemzetség fajainak nagy részét korábban a Nolina nemzetségbe sorolták.
- Beaucarnea gracilis (szinonimák: Beaucarnea oedipus, Nolina gracilis)
- Beaucarnea guatemalensis (szinonimák: Nolina guatemalensis)
- Beaucarnea pliabilis
- közönséges elefántláb (Beaucarnea recurvata) (szinonimák: Nolina recurvata)